# Palacio Lapido
Palacio Lapido – budynek w centrum Montevideo, zbudowany w 1933 roku, zaprojektowany przez Juana Aubriota oraz Ricardo Valabrega w stylu ekspresjonizmu. Stanowi jeden z najbardziej interesujących przykładów urugwajskiej architektury pierwszej połowy dwudziestego wieku.
Zwany jest też jako "Palacio de la Tribuna Popular" lub "Edificio Lapido". Pierwsza nazwa wywodzi się stąd, że do lat sześćdziesiątych był siedzibą czasopisma "La Tribuna Popular". Został uznany za zabytek w 1989 roku.